# Jaume Qués Vanrell
Jaume Qués Vanrell (1913-1987) va ser un capellà de la ciutat d'Alcudia (Mallorca).
Nasqué el 17 d'octubre de 1913, Fill del metge i batlle Bernardo Qués i Capellà. El 1935, com a alumne del seminari, va inventariar els monuments prehistòrics del terme parroquial d'Alcùdia. Fou ordenat l'any 1936, fou vicari in "càpite" de l'església de Son Fe des de 1941 fins a 1947.
També va fer les funcions de capellà castrense del destacament militar del Cap de Pinar. Entre les activitats més destacades que va dur a terme, podem assenyalar les següents: Va fer l'Inventari artísticoarqueològic de l'església parroquial, fundà la Congregació Parroquial Catòlica, posà en marxa l'escola parroquial de batxillerat. Fundà l'escola infantil de futbol. Obtingué el premi del certamen en el Seminari Conciliar. Fou un entusiàstic impulsor dels “cursillos de cristiandad” d'Alcúdia. Col·laborà amb les tasques arqueològiques de Pol·lència. Impulsà l'actual Museu Parroquial de Sant Jaume. El 2018, l’Ajuntament d’Alcúdia el nomenà Fill predilecte per la seva contribució educativa, històrica, fotogràfica i d’ajuda als primers immigrants; i li dedicà una Plaça.